# Ramsarområde
Ramsarområde er et internationalt beskyttet vådområde (naturreservat). For at beskytte de mest værdifulde vådområder blev der i 1971 indgået en international aftale (konvention) i Ramsar i Iran. Aftalen fik navnet Convention on Wetlands of International Importance, men kaldes som oftest kun for Ramsar-konventionen.
Ramsarområder er vådområder med så mange vandfugle, at de har international betydning og skal beskyttes. Danmark tilsluttede sig konventionen i 1977, og indtil nu har 154 lande tilsluttet sig. Landene forpligter sig til at lægge vægt på bevarelse og samarbejde om beskyttelse af vådområder, og oprette Ramsarområder. Der er på verdensplan i alt udpeget 1650 Ramsarområder (marts 2007) med et areal på over 1,49 mio. km².
I Danmark er der udpeget 27 Ramsarområder, med et samlet areal på 7.400 km². De fleste findes i de lavvandede kystnære dele af de danske farvande.

## Danske Ramsarområder
- Farvandet nord for Anholt
- Ertholmene øst for Bornholm
- Farvandet sydøst for Fejø og Femø
- Filsø
- Harboøre og Agger Tanger
- Hirsholmene
- Horsens Fjord og Endelave
- Karrebæk, Dybsø og Avnø Fjorde
- Lille Vildmose
- Lillebælt
- Læsø
- Farvandet mellem Lolland og Falster med Rødsand, Guldborg Sund og Bøtø Nor
- Maribosøerne
- Nakskov Fjord og Inderfjord
- Nissum Fjord
- Nordre Rønner
- Nærå Strand og Æbelø-området
- Præstø Fjord, Jungshoved Nor, Ulvshale og Nyord
- Dele af Randers og Mariager Fjorde og havet udfor
- Ringkøbing Fjord
- Sejerøbugten
- Farvandet mellem Skælskør Nor og Glænø
- Stadil og Vest Stadil Fjorde
- Stavns Fjord
- Sydfynske Øhav
- Ulvedybet og Nibe Bredning
- Vadehavet
- Vejlerne og Løgstør Bredning [2]